# Adele Tonnini

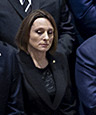
Adele Tonnini (2023)

Adele Tonnini (* 24. Juni 1977 in Stadt San Marino) ist eine san-marinesische Politikerin. Vom 1. April bis zum 1. Oktober 2023 war sie gemeinsam mit Alessandro Scarano eine der beiden Capitani Reggenti und somit Staatsoberhaupt von San Marino.

## Werdegang
Tonnini schloss ihr Studium der Buchbinderei und Restaurierung alter Bücher am Staatlichen Kunstinstitut in Urbino im Jahr 1995 mit einem Diplom ab. Es folgte ein weiteres Studium zur Erhaltung von Kulturgütern. Zwischen 2001 und 2014 betrieb sie eine eigene Buchbinderei. 2012 begann sie ihr politisches Engagement mit dem Eintritt in die ökologische Bewegung Movimento Civico R.E.T.E., für die sie 2015 und 2016 auch administrative Aufgaben erledigte. Besonderes Augenmerk legt sie in ihrer politischen Arbeit auf Umweltthemen.
Seit 2019 ist sie Mitglied des Landesparlaments, des 30. Consiglio Grande e Generale. Von 2020 bis 2022 war sie Mitglied der Ständigen Parlamentarischen Kommission für Hygiene und Gesundheit, Renten und soziale Sicherheit, Sozialpolitik, Sport sowie Territorium, Umwelt und Landwirtschaft. Aktuell gehört sie der Ständigen Parlamentarischen Justizkommission an und ist Berichterstatterin zur Umweltkriminalität. Zudem vertritt sie San Marino in der Parlamentarischen Versammlung des Mittelmeerraums sowie im Welternährungsprogramm der Vereinten Nationen. Am 17. März 2023 wurde Tonnini neben Alessandro Scarano zum Capitano Reggente gewählt und am 1. April feierlich in ihr Amt eingeführt.